# 스핀 (잡지)
스핀(Spin)은 1985년 밥 구치오네 주니어가 만든 미국의 음악 잡지이다. 2012년에 출판을 중단했으며 현재는 넥스트 매니지먼트에 의해 웹진으로 발간되고 있다.